# Beach basket-ball
Le beach basket-ball (ou beachbasketball) est un sport collectif mixte dérivé du basket-ball inventé aux États-Unis et pratiqué sur une plage. Il se joue en 6 contre 6. 
Les règles sont proches de celles du basket-ball, à la différence que la balle est déplacée par des passes, le dribble étant impossible sur le sable. En outre, le terrain est circulaire et ne comporte pas de limites.
Plusieurs éditions d'un championnat du monde ont été organisées. Le sport jouit notamment d'une popularité en Allemagne, où un championnat national existe depuis plusieurs années.